# Basilica minore del Santo Niño
De Basilica Minore del Santo Niño is een 16e-eeuwse kerk in het centrum van Cebu City in de Filipijnen. Het is gebouwd op de locatie waar het houten beeldje van Santo Niño, goed bewaard gebleven in een verbrande houten kist, werd gevonden door de Spaanse conquistadores toen deze in Cebu een dorp dat zij wilden kerstenen in 1565 plat brandden. De kerk in zijn eerste versie werd ingewijd door de augustijner frater Andrés de Urdaneta op 28 april 1565. Deze kerk werd verwoest door een brand op 1 november 1566. Ook de tweede kerk werd op die manier vernietigd in maart 1628. Deze werd echter het jaar erna weer snel herbouwd. In 1735 gaf de toenmalige gouverneur van Cebu, Fernándo Valdés y Tamon, opdracht tot de bouw van een kerk van steen. De kerk werd op dezelfde plek gebouwd als die waar de vorige kerk had gestaan. De bouw werd voltooid in 1739 en is de versie van de kerk zoals die nu te bewonderen is. In 1965, tijdens de viering van vier eeuwen christendom in de Filipijnen, werd de kerk door paus Paulus VI verheven tot basilica minor.
Bij een aardbeving in 2013 is de klokkentoren van de basiliek ingestort.